# Parigi-Nizza 1987
La Parigi-Nizza 1987, quarantacinquesima edizione della corsa, si svolse dall'8 al 15 marzo su un percorso di 1 173 km ripartiti in 7 tappe (la settima suddivisa in due semitappe) più un cronoprologo. Fu vinta, per la sesta volta consecutiva, dall'irlandese Sean Kelly davanti ai francesi Jean-François Bernard e Laurent Fignon.

## Tappe
| Tappa  | Data     | Percorso                                | km    | Vincitore di tappa       | Leader cl. generale    |
| ------ | -------- | --------------------------------------- | ----- | ------------------------ | ---------------------- |
| Prol.  | 8 marzo  | Parigi (cron. individuale)              | 5.5   | Jean-Luc Vandenbroucke   | Jean-Luc Vandenbroucke |
| 1ª     | 9 marzo  | Champigny > Champigny (cron. a squadre) | 47    | Carrera-Vagabond-Peugeot | Stephen Roche          |
| 2ª     | 10 marzo | Chalon-sur-Saône > Saint-Étienne        | 203   | Eddy Planckaert          | Stephen Roche          |
| 3ª     | 11 marzo | Saint-Étienne > Mont Ventoux            | 244   | Sean Kelly               | Stephen Roche          |
| 4ª     | 12 marzo | Miramas > Mont Faron                    | 193   | Jean-François Bernard    | Jean-François Bernard  |
| 5ª     | 13 marzo | Tolone > Saint-Tropez                   | 208   | Laurent Fignon           | Stephen Roche          |
| 6ª     | 14 marzo | Saint-Tropez > Mandelieu-la-Napoule     | 155   | Jean-Claude Bagot        | Stephen Roche          |
| 7ª-1ª  | 15 marzo | Mandelieu-la-Napoule > Nizza            | 104   | Laurent Fignon           | Sean Kelly             |
| 7ª-2ª  | 15 marzo | Nizza > Col d'Èze (cron. individuale)   | 10    | Stephen Roche            | Sean Kelly             |
| Totale | Totale   | Totale                                  | 1 173 |                          |                        |

## Dettagli delle tappe

### Prologo
- 8 marzo: Parigi > Parigi (cron. individuale) – 5,5 km

Risultati
| Pos. | Corridore              | Squadra      | Tempo |
| ---- | ---------------------- | ------------ | ----- |
| 1    | Jean-Luc Vandenbroucke | KAS-Canal 10 | 7'08" |
| 2    | Thierry Marie          | Système U    | a 2"  |
| 3    | Stephen Roche          | Carrera      | a 8"  |

| Pos. | Corridore              | Squadra      | Tempo |
| ---- | ---------------------- | ------------ | ----- |
| 1    | Jean-Luc Vandenbroucke | KAS-Canal 10 | 7'08" |
| 2    | Thierry Marie          | Système U    | a 2"  |
| 3    | Stephen Roche          | Carrera      | a 8"  |

### 1ª tappa
- 9 marzo: Champigny > Champigny (cron. a squadre) – 47 km

Risultati
| Pos. | Squadra                  | Tempo  |
| ---- | ------------------------ | ------ |
| 1    | Carrera-Vagabond-Peugeot | 58'04" |
| 2    | Système U                | a 19"  |
| 3    | KAS-Canal 10             | a 28"  |

| Pos. | Corridore     | Squadra   | Tempo |
| ---- | ------------- | --------- | ----- |
| 1    | Stephen Roche | Carrera   | 5'56" |
| 2    | Thierry Marie | Système U | a 14" |
| 3    | Erich Mächler | Carrera   | s.t.  |

### 2ª tappa
- 10 marzo: Chalon-sur-Saône > Saint-Étienne – 203 km

Risultati
| Pos. | Corridore       | Squadra      | Tempo    |
| ---- | --------------- | ------------ | -------- |
| 1    | Eddy Planckaert | Panasonic    | 5h28'28" |
| 2    | Sean Kelly      | KAS-Canal 10 | s.t.     |
| 3    | Sean Yates      | Fagor-MBK    | s.t.     |

| Pos. | Corridore     | Squadra   | Tempo    |
| ---- | ------------- | --------- | -------- |
| 1    | Stephen Roche | Carrera   | 5h34'24" |
| 2    | Thierry Marie | Système U | a 14"    |
| 3    | Erich Mächler | Carrera   | s.t.     |

### 3ª tappa
- 11 marzo: Saint-Étienne > Mont Ventoux – 244 km

Risultati
| Pos. | Corridore     | Squadra      | Tempo    |
| ---- | ------------- | ------------ | -------- |
| 1    | Sean Kelly    | KAS-Canal 10 | 7h46'02" |
| 2    | Stephen Roche | Carrera      | s.t.     |
| 3    | Ronan Pensec  | Z-Peugeot    | a 1"     |

| Pos. | Corridore      | Squadra      | Tempo     |
| ---- | -------------- | ------------ | --------- |
| 1    | Stephen Roche  | Carrera      | 13h20'21" |
| 2    | Sean Kelly     | KAS-Canal 10 | a 31"     |
| 3    | Laurent Fignon | Système U    | a 48"     |

### 4ª tappa
- 12 marzo: Miramas > Mont Faron – 193 km

Risultati
| Pos. | Corridore             | Squadra   | Tempo    |
| ---- | --------------------- | --------- | -------- |
| 1    | Jean-François Bernard | Toshiba   | 5h25'12" |
| 2    | Thierry Marie         | Système U | a 1'32"  |
| 3    | Pedro Muñoz           | Fagor-MBK | a 3'00"  |

| Pos. | Corridore             | Squadra      | Tempo     |
| ---- | --------------------- | ------------ | --------- |
| 1    | Jean-François Bernard | Toshiba      | 18h47'50" |
| 2    | Stephen Roche         | Carrera      | a 45"     |
| 3    | Sean Kelly            | KAS-Canal 10 | a 1'14"   |

### 5ª tappa
- 13 marzo: Tolone > Saint-Tropez – 208 km

Risultati
| Pos. | Corridore      | Squadra      | Tempo    |
| ---- | -------------- | ------------ | -------- |
| 1    | Laurent Fignon | Système U    | 5h03'54" |
| 2    | Sean Kelly     | KAS-Canal 10 | a 7"     |
| 3    | Éric Boyer     | Système U    | s.t.     |

| Pos. | Corridore      | Squadra      | Tempo     |
| ---- | -------------- | ------------ | --------- |
| 1    | Stephen Roche  | Carrera      | 23h52'36" |
| 2    | Sean Kelly     | KAS-Canal 10 | a 24"     |
| 3    | Laurent Fignon | Système U    | a 37"     |

### 6ª tappa
- 14 marzo: Saint-Tropez > Mandelieu-la-Napoule – 155 km

Risultati
| Pos. | Corridore         | Squadra      | Tempo    |
| ---- | ----------------- | ------------ | -------- |
| 1    | Jean-Claude Bagot | Fagor-MBK    | 4h24'54" |
| 2    | Jacques Decrion   | KAS-Canal 10 | a 1'02"  |
| 3    | Patrice Esnault   | R.M.O.       | a 1'46"  |

| Pos. | Corridore      | Squadra      | Tempo     |
| ---- | -------------- | ------------ | --------- |
| 1    | Stephen Roche  | Carrera      | 28h19'36" |
| 2    | Sean Kelly     | KAS-Canal 10 | a 24"     |
| 3    | Laurent Fignon | Système U    | a 37"     |

### 7ª tappa - 1ª semitappa
- 15 marzo: Mandelieu-la-Napoule > Nizza – 104 km

Risultati
| Pos. | Corridore      | Squadra      | Tempo    |
| ---- | -------------- | ------------ | -------- |
| 1    | Laurent Fignon | Système U    | 2h38'56" |
| 2    | Sean Kelly     | KAS-Canal 10 | a 3"     |
| 3    | Steve Bauer    | Toshiba      | s.t.     |

| Pos. | Corridore      | Squadra      | Tempo    |
| ---- | -------------- | ------------ | -------- |
| 1    | Sean Kelly     | KAS-Canal 10 | 2h38'54" |
| 2    | Laurent Fignon | Système U    | a 5"     |
| 3    | Éric Boyer     | Système U    | a 39"    |

### 7ª tappa - 2ª semitappa
- 15 marzo: Nizza > Col d'Èze (cron. individuale) – 10 km

Risultati
| Pos. | Corridore             | Squadra      | Tempo  |
| ---- | --------------------- | ------------ | ------ |
| 1    | Stephen Roche         | Carrera      | 19'47" |
| 2    | Sean Kelly            | KAS-Canal 10 | a 10"  |
| 3    | Jean-François Bernard | Toshiba      | a 19"  |

| Pos. | Corridore             | Squadra      | Tempo     |
| ---- | --------------------- | ------------ | --------- |
| 1    | Sean Kelly            | KAS-Canal 10 | 31h18'46" |
| 2    | Jean-François Bernard | Toshiba      | a 1'07"   |
| 3    | Laurent Fignon        | Système U    | a 1'10"   |

## Classifiche finali

### Classifica generale
| Pos. | Corridore             | Squadra                    | Tempo     |
| ---- | --------------------- | -------------------------- | --------- |
| 1    | Sean Kelly            | KAS-Canal 10               | 31h18'46" |
| 2    | Jean-François Bernard | Toshiba-Look-La Vie Claire | a 1'07"   |
| 3    | Laurent Fignon        | Système U                  | a 1'10"   |
| 4    | Stephen Roche         | Carrera-Vagabond-Peugeot   | a 1'17"   |
| 5    | Éric Boyer            | Système U                  | a 2'01"   |
| 6    | Jean-Claude Bagot     | Fagor-MBK                  | a 3'49"   |
| 7    | Ronan Pensec          | Z-Peugeot                  | a 4'59"   |
| 8    | Urs Zimmermann        | Carrera-Vagabond-Peugeot   | a 5'38"   |
| 9    | Iñaki Gastón          | KAS-Canal 10               | a 6'27"   |
| 10   | Claude Criquielion    | Hitachi-Marc               | a 6'45"   |